# Poecilimon doga
Poecilimon doga är en insektsart som beskrevs av Ünal 2004. Poecilimon doga ingår i släktet Poecilimon och familjen vårtbitare. Inga underarter finns listade i Catalogue of Life.